# Stutton (North Yorkshire)
Stutton – wieś w Anglii, w hrabstwie North Yorkshire, w dystrykcie (unitary authority) North Yorkshire. Leży 16 km na południowy zachód od miasta York i 274 km na północ od Londynu.